# Casey, Iowa
Casey är en ort i Guthrie County i delstaten Iowa, USA.